# Condado de Livingston (Nueva York)
El condado de Livingston (en inglés: Livingston County) fundado en 1821 es un condado en el estado estadounidense de Nueva York. En el 2000 el condado tenía una población de 64,328 habitantes en una densidad poblacional de 89 personas por km². La sede del condado es Geneseo.

## Geografía
Según la Oficina del Censo, el condado tiene un área total de 1658 km² (640,2 mi²), de la cual 1637 km² (632 mi²) es tierra y 21 km² (8,1 mi²) (1.30%) es agua.

### Localidades
- Condado de Monroe - norte, noreste
- Condado de Ontario - este
- Condado de Steuben - sureste
- Condado de Allegany - south, sureste
- Condado de Wyoming - oeste
- Condado de Genesee - noroeste

## Demografía
En el 2000 la renta per cápita promedia del condado era de $42,066, y el ingreso promedio para una familia era de $50,513. En 2000 los hombres tenían un ingreso per cápita de $36,599 versus $25,228 para las mujeres. El ingreso per cápita para el condado era de $18,062 y el 6.50% de la población estaba bajo el umbral de pobreza nacional.

## Transporte

### Carreteras principales
- Interestatal 390
- U.S. Route 20
- U.S. Route 20A
- Ruta Estatal de Nueva York 5
- Ruta Estatal de Nueva York 15
- Ruta Estatal de Nueva York 15A
- Ruta Estatal de Nueva York 36
- Ruta Estatal de Nueva York 39
- Ruta Estatal de Nueva York 63

### Localidades
- Avon (pueblo)
- Byersville (lugar designado por el censo)
- Caledonia (pueblo)
- Conesus (pueblo)
- Conesus Hamlet (lugar designado por el censo)
- Conesus Lake (lugar designado por el censo)
- Cumminsville (lugar designado pro el censo)
- Cuylerville (lugar designado por el censo)
- Dalton (lugar designado por el censo)
- Fowlerville (lugar designado por el censo)
- East Avon (lugar designado por el censo)
- Geneseo (pueblo)
- Groveland (pueblo)
- Leicester (pueblo)
- Lima (pueblo)
- Livonia (pueblo)
- Mount Morris (pueblo)
- North Dansville (pueblo)
- Nunda (pueblo)
- Ossian (pueblo)
- Portage (pueblo)
- Sparta (pueblo)
- Springwater (pueblo)
- West Sparta (pueblo)
- York (pueblo)
- Avon (villa)
- Caledonia (villa)
- Dansville (villa)
- Geneseo (villa)
- Leicester (villa)
- Lima (villa)
- Livonia (villa)
- Mount Morris (villa)
- Nunda (villa)
- Greigsville (lugar designado por el censo)
- Groveland Station (lugar designado por el censo)
- Hemlock (lugar designado por el censo)
- Hunt (lugar designado por el censo)
- Kysorville (lugar designado por el censo)
- Lakeville (lugar designado por el censo)
- Linwood (lugar designado por el censo)
- Livonia Center (lugar designado por el censo)
- Piffard (lugar designado por el censo)
- Retsof (lugar designado por el censo)
- Scottsburg (lugar designado por el censo)
- South Lima (lugar designado por el censo)
- Springwater Hamlet (lugar designado por el censo)
- York Hamlet (lugar designado por el censo)
- Wadsworth (lugar designado por el censo)
- Websters Crossing (lugar designado por el censo)
- Woodsville (lugar designado por el censo)